# جوش ماكدويل
جوش ماكدويل (بالإنجليزية: Joslin "Josh" D. McDowell)‏ (من مواليد 17 أغسطس 1939) هو عالم لاهوت دفاعي، ومبشر، وكاتب. وهو من مسيحي بروستانتي، وهو مؤلف أو مشارك في تأليف 115 كتاب. وأكثرهم شهرة هو كتاب برهان يطلب قرار، الذي احتل المرتبة ال13 في لائحة المسيحية اليوم لأكثر الكتب الإنجيلية تأثيرا نشرت بعد الحرب العالمية الثانية. وله عناوين أخرى معروفة مثل:  أكثر من مجرد نجار ، و دفاع مستعد  و الحق من الباطل .

## حياته
ولد ماكدويل في يونيون سيتي بولاية ميشيغان في عام 1939 باسم جوسلين. كان واحدا من خمسة أطفال ولدوا لويلموت ماكدويل «الأب»، كاتب السير جو موسر يشير إلى أن ماكدويل كافح مع تدني احترام الذات في شبابه، وكان والده مدمنا على الكحول وفاسد. كشف ماكدويل أيضا انه تعرضت للاعتداء الجنسي مرارا عندما كان طفلا من قبل المزارع واين بيلي من سن 6-13. تطوع في الحرس الوطني الجوي، وتلقى التدريب الأساسي والواجبات المفترضة في الصيانة الميكانيكية للطائرات. وبعد تعرضه لإصابة في الرأس كان قد تم إعفائه من الخدمة.

### الأسرة والتعليم
في البداية قال انه يعتزم متابعة الدراسات القانونية، وبدأ الدراسات التحضيرية في كلية مجتمع كيلوغ، وهي جامعة صغيرة لمدة سنتين في باتل كريك بولاية ميشيغان. وفقا لماكدويل فقد كان ملحدا في الكلية عندما قرر أن يعد ورقة من شأنها أن تفحص الأدلة التاريخية للدين المسيحي من أجل دحضها. ومع ذلك إعتنق المسيحية، بعد -كما يقول- وجد أدلة على صحتها، وليس ضدها. التحق بعد ذلك في كلية ويتون بإلينوي، حيث حصل على درجة البكالوريوس في الفنون. ثم درس في تالبوت اللاهوتي من جامعة بيولا، لا ميرادا، كاليفورنيا. أكمل ورقة التخرج التي تفحص علم اللاهوت عند شهود يهوه، وحصل على ماجستير في اللاهوت وتخرج بدرجة إمتياز.
في عام 1982 حصل ماكدويل على شهادة دكتوراه فخرية في القانون من قبل مدرسة سيمون غرينلف للقانون تقديرا لخدمته وكتاباته. كان ماكدويل أيضا محاضر زائر في تلك المدرسة في الثمانينات. وتزوج جوش ماكدويل من دوتي يوود، ولديه أربعة أطفال وثمانية أحفاد. يعيشون في ولاية كاليفورنيا.

### المهنة والخدمة
في عام 1964، أصبح ممثل متنقل للحملة الجامعية من أجل المسيح الدولية، وهي خدمة شبه الكنسية تدير فصول الطلاب في الجامعات والكليات التي أنشأها الراحل بيل برايت في الخمسينات. وحتى يومنا هذا فإن الانتماء الوثيق بينه وبين المنظمة لا يزال مستمرا.
بدأ ماكدويل في التفرغ للخدمة في الحملة الجامعية من أجل المسيح مع تعيينه كمتحدث الحملة في أمريكا اللاتينية، حيث تفاعل مع كل من الماركسية والجماعات الطلابية الفاشية. عاد بعد ذلك إلى أمريكا الشمالية حيث أصبح متحدث متنقل للمجموعات الطلابية عن الإيمان المسيحي.
اكتسب شهرة واسعة بكونه عالم لاهوت دفاعي مع نشر برهان يتطلب قرار في عام 1972.
وقد ركز جزء من الخدمة الوعظية عن قضايا الشباب في العلاقات والعادات الجنسية، وتظهر في ندوات مثل «الجنس الأقصى» و «لماذا الانتظار؟» الحملة التي تشجع التعفف الجنسي قبل الزواج. وقد ركزت خدمته الوعظية على جوانب أخرى حول قضايا احترام الذات، وتطوير الإيمان ودليل الفرح. وفي الثمانينات نسق أيضا برنامج التلمذة السكنية لمدة ثلاثة أشهر في مركز يدعى «مركز جوليان» بالقرب من سان دييغو.
ماكدويل مشهور بالعديد من الندوات والمناظرات وكتب اللاهوت الدفاعي. وباعتباره مدافع شعبي تحدث ماكدويل في جميع أنحاء الولايات المتحدة، والعديد من الدول الأخرى بما في ذلك جمهورية جنوب أفريقيا وأستراليا.
في عام 1983، انتقل مقر خدمة جوش ماكدويل إلى ريتشاردسون (تكساس)، وفي أكتوبر 2009 انتقل إلى بلانو قريب (تكساس). توظف الخدمة طاقم من 75 شخصا مع مكاتب فرعية تقع في جميع أنحاء البلاد. جوش ماكدويل هو مؤسس الخدمات المسيحية مثل Josh.org وعملية كيرليفت. وعملية كيرليفت هي خدمة مساعدات إنسانية دولية يتم إدارتها من قبل الشبكة العالمية للمعونة في دالاس (تكساس) والتي هي فرع من الحملة الجامعية من أجل المسيح. بدأت الخدمة في عام 1991 في جمهوريات الاتحاد السوفياتي السابق.

## منهج الدفاع المسيحي
كممارس لللاهوت الدفاعي، قد تركزت كتابات ماكدويل على مواجهة تحديات الإيمان، والأسئلة المطروحة من قبل غير المسيحيين، والشكوك حول الإيمان، والديانات غير المسيحية. يميل ماكدويل أن يقدم الحجج الإيجابية ليعزز الإيمان ب يسوع المسيح من خلال التأكيد على البراهين التاريخية والقانونية لإثبات صحة نصوص الكتاب المقدس وألوهية المسيح.
في كتب مثل برهان يتطلب قرار، عامل القيامة، وكان يمشي بيننا، رتب ماكدويل حججه وذلك بطرح الأدلة المتراكمة، مثل الاكتشافات الأثرية، والمخطوطات الأثرية الموجودة ل لكتاب المقدس، والنبوءات المحققة، الوفاء، ومعجزة القيامة. وفي كتاب  أكثر من نجار  يخلط الحجة التاريخية مع الحجج القانونية المتعلقة بشهود العيان والأدلة ظرفية لحياة يسوع وقيامته. وقد وظف خط مماثل من الجدل في مناظرته بعنوان "هل كان المسيح المصلوب؟ مع المسلم الجنوب أفريقي أحمد ديدات في ديربان خلال شهر أغسطس عام 1981. ماكدويل يدعي أن "الأدلة في الكتاب المقدس ليست شاملة، ولكنها كافية". الكثير من عمله الواضح مشابه لآراء مدافعون مثل جون وارويك مونتغمري، ونورمان جيسلر، وجليسون أرتشر، وغاري هابرماس.